# Giuseppe Chiovenda

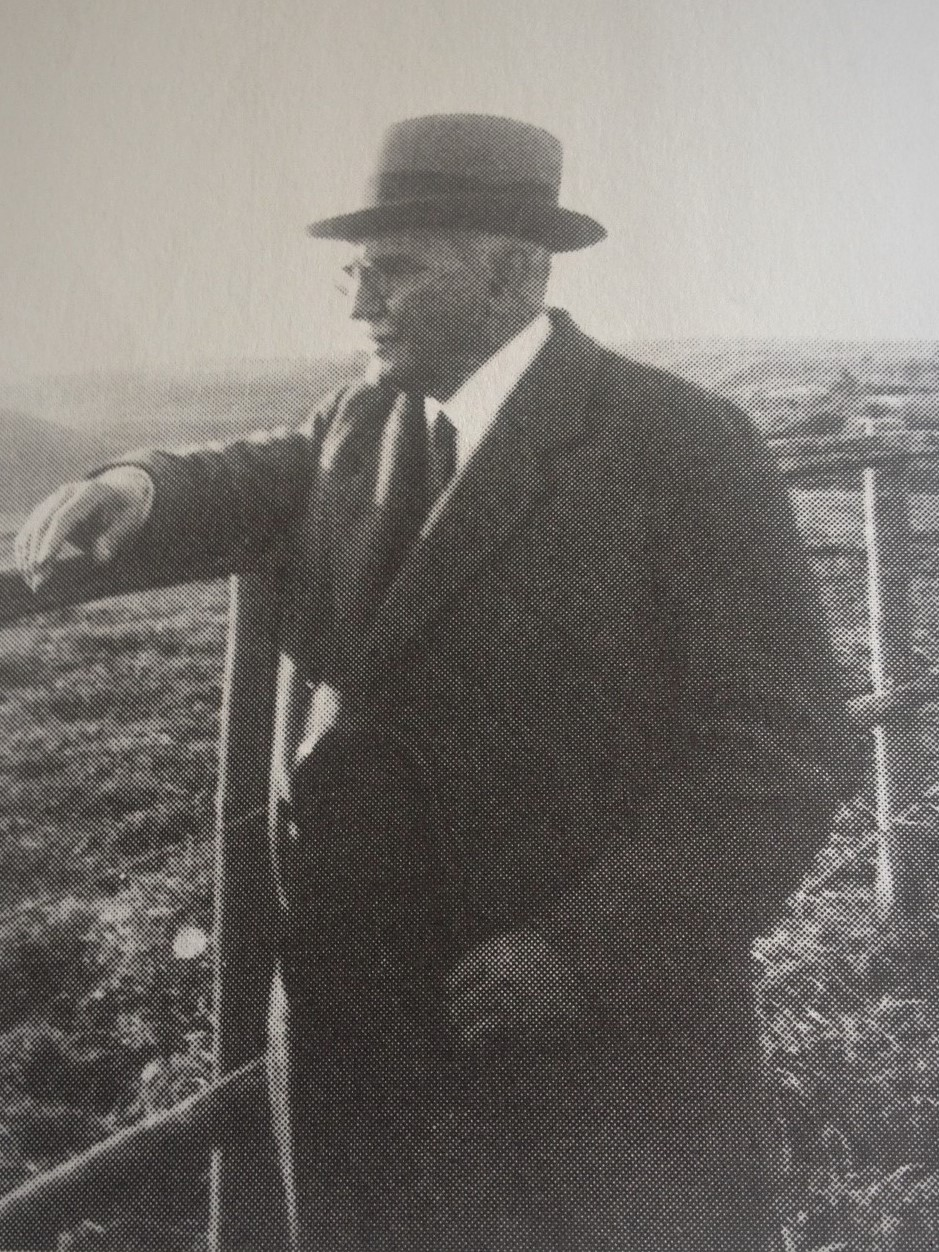
Giuseppe Chiovenda in un ritratto privato

Giuseppe Chiovenda (Premosello, 2 febbraio 1872 – Premosello, 7 novembre 1937) è stato un giurista italiano.

## Biografia
Si laureò all'Università di Roma nel 1893, dove fu allievo di Vittorio Scialoja.
Iniziò la sua carriera di giurista, insegnando diritto processuale civile nelle Università degli Studi di Parma (1902), Bologna (1905), Napoli (1905) e successivamente Roma (1907). Alla Sapienza creò una "scuola" di procedura civile, con allievi come Piero Calamandrei e Antonio Segni. Fu socio nazionale della Accademia dei Lincei e rettore del Regio Istituto Superiore di Studi Commerciali e Amministrativi dell'Università degli Studi di Roma "La Sapienza" dal 1911 al 1913.
Critico  del progetto Mortara del 1913, fu redattore del progetto di riforma del codice di procedura civile nel 1919, ispirato al processo austriaco. 
Nel 1924, con Francesco Carnelutti, fondò e diresse la Rivista di diritto processuale civile. Inviso al ministro Alfredo Rocco, suo antico avversario accademico, non ebbe incarichi ministeriali durante il fascismo, ma la sua opera fu largamente utilizzata come riferimento portante nella stesura dell'attuale codice di procedura civile, approvato con R.d. del 28 ottobre 1940.
Nel 1937 fu nominato cavaliere dell'Ordine civile di Savoia.

## Pensiero
Strenuo sostenitore del principio dell'oralità, Chiovenda è riconosciuto come uno dei maggiori esponenti della dottrina giuridica italiana, al punto da essere chiamato il "Sommo Chiovenda". In particolare influenzò la dottrina processualistica conferendole un influsso rigorosamente scientifico e superandone l'ancillarità rispetto al diritto sostanziale. Come allievo di Scialoja risentì, soprattutto nei primi lavori e nelle scelte metodologiche, dell'insegnamento romanistico.

## Riconoscimenti
Col DPR 10 dicembre 1959, il suo paese natale mutò il nome in Premosello-Chiovenda in suo onore.

## Opere
Le sue opere principali:
- Saggi di diritto processuale civile 1900-1930, Roma, 1933
- Nuovi saggi di diritto processuale civile, Roma, 1930
- Princìpii di diritto processuale civile, Napoli, 1928